# Hamnskär (västra Hammarland, Åland)
Hamnskär är en ö i Åland (Finland). Den ligger i Ålands hav och i kommunen Hammarland i landskapet Åland, i den sydvästra delen av landet. Ön ligger omkring 34 kilometer väster om Mariehamn och omkring 310 kilometer väster om Helsingfors.
Öns area är 17,3 hektar och dess största längd är 0,7 kilometer i nord-sydlig riktning. Ön höjer sig omkring 20 meter över havsytan.